# بيت عنقاد (كحلان عفار)

تعديل مصدري - تعديل

بيت عنقاد هي إحدى قرى عزلة بنى موهب بمديرية كحلان عفار التابعة لمحافظة حجة، بلغ تعداد سكانها 195 نسمة حسب تعداد اليمن لعام 2004.